# Kwala Serapuh
Kwala Serapuh is een bestuurslaag in het regentschap Langkat van de provincie Noord-Sumatra, Indonesië. Kwala Serapuh telt 1625 inwoners (volkstelling 2010).